# Dictyanthus altatensis
Dictyanthus altatensis är en oleanderväxtart som först beskrevs av Townshend Stith Brandegee, och fick sitt nu gällande namn av W. D. Stevens. Dictyanthus altatensis ingår i släktet Dictyanthus och familjen oleanderväxter. Inga underarter finns listade i Catalogue of Life.